# Lawrence Bender
Lawrence Bender (17 de outubro de 1957) é um produtor de cinema americano. Ao longo de sua carreira, os filmes produzidos por Bender receberam 36 indicações ao Oscar, com um total de oito vitórias.
Lawrence Bender ganhou destaque ao produzir Reservoir Dogs em 1992 e, desde então, trabalhou em diversos filmes de Quentin Tarantino, incluindo Pulp Fiction, Kill Bill: Volume 1 & 2 e Inglourious Basterds. Ele também produziu três documentários, sendo o mais notável Uma Verdade Incoveniente (2006), que venceu o Oscar de Melhor Documentário. Bender recebeu três indicações ao Oscar de Melhor Filme por Pulp Fiction, Good Will Hunting e Inglourious Basterds.